# 1164
| 1164               |
| ------------------ |
| Dødsfald - Fødsler |
|                    |

| Gregoriansk kalender | 1164 MCLXIV             |
| Ab urbe condita      | 1917                    |
| Armensk kalender     | 613 ԹՎ ՈԺԳ              |
| Kinesiske kalender   | 3860 – 3861 癸未 – 甲申 |
| Etiopisk kalender    | 1156 – 1157             |
| Jødisk kalender      | 4924 – 4925             |
| Hindukalendere       |                         |
| - Vikram Samvat      | 1219 – 1220             |
| - Shaka Samvat       | 1086 – 1087             |
| - Kali Yuga          | 4265 – 4266             |
| Iransk kalender      | 542 – 543               |
| Islamisk kalender    | 559 – 560               |

Konge i Danmark: Valdemar den Store enekonge fra 1157-1182
Se også 1164 (tal)

## Begivenheder
- 16. februar - Julianenflut
- 2. november - Thomas Beckett, ærkebiskoppen af Canterbury, indleder et 6-års eksil i Frankrig efter kritik af kong Henrik 2. af Englands politik